# Doksepin
Doksepin je psihotropni agens sa svojstvima tricikličnog antidepresanta i anksiolitika. On je u prodaju pod nizom imena, kao što su Aponal, Adapin, Doksal, Deptran, Sinquan i Sinequan (Pfizer). U obliku doksepin hidrohlorida, on je aktivni sastojak u kremama (Zonalon i Ksepin) za tretmant dermatološkog svraba. Doksepin se takođe koristi za tratmant održavanja sna (Silenor).

## Medicinska upotreba
Doksepin se koristi za tretiranje depresije, anksioznih poremećaja, i kao secudarni tretman za hronične idiopatske urtikarije.
Niska doza doksepina (3 do 6 ) je odobrena od strane FDA za upotrebu u tretmanu insomnije.

## Farmakologija
Doksepin inhibira preuzimaje serotonina i norepinefrina. Njegov uticaj na preuzimaje dopamina je zanemarljiv. Doksepin je takođe antagonist više receptora:
- Ekstremno jak:
- Jak: 2, α1-adrenergički,
- Umeren: 1 (lokalno anestetičko dejstvo)

## Spoljašnje veze
|  | Molimo Vas, obratite pažnju na važno upozorenje u vezi sa temama iz oblasti medicine (zdravlja). |